# Vanderson Válter de Almeida
Vanderson Válter de Almeida, meglio noto come Vandinho (Cuiabá, 15 gennaio 1978), è un ex calciatore brasiliano, di ruolo centrocampista.

## Carriera

### Club
Durante la sua carriera ha giocato con vari club brasiliani.
Nel 2002 si è trasferito in Portogallo, precisamente al Rio Ave, dove è rimasto per due stagioni.
Dal 2004 al 2011 ha militato nel Braga.